# Pousada (Baleira)
Pousada o San Lorenzo de Pousada (llamada oficialmente San Lourenzo de Pousada) es una parroquia y una aldea española del municipio de Baleira, en la provincia de Lugo, Galicia.

## Organización territorial
La parroquia está formada por ocho entidades de población:
- Airexe
- A Quintá
- Lago (O Lago)
- O Queirogal
- Pousada
- Rego da Pereira (Rego de Pereira)
- Teilalle
- Vilar

## Demografía

### Parroquia
| Gráfica de evolución demográfica de Pousada (parroquia) entre 2000 y 2019 |
|                                                                           |
| Datos según el nomenclátor publicado por el INE.                          |

### Aldea
| Gráfica de evolución demográfica de Pousada (aldea) entre 2000 y 2019 |
|                                                                       |
| Datos según el nomenclátor publicado por el INE.                      |